# Mirella Faggionato
Mirella Faggionato (Vicenza, 27 aprile 1946 – Vicenza, 26 agosto 2022) è stata una cestista italiana.

## Carriera
Alta 180 cm, fu campionessa d'Italia per cinque volte tra il 1964-1965 e 1968-1969. Giocò anche nell'Italia under 18.

## Palmarès
- Campionato italiano: 5
Vicenza: 1964-65, 1965-66, 1966-67, 1967-68, 1968-69